# ジョナサン・ウェルズ
ジョン・コリガン・"ジョナサン"・ウェルズ（John Corrigan "Jonathan" Wells、1942年9月19日 - 2024年9月19日）はアメリカ合衆国の作家、インテリジェント・デザイン（以下ID説）の支持者 で、人生を「ダーウィニズムの破壊」のために捧げると誓っている（ID説支持者が言及するダーウィニズムとは、神が意図的に関与せずに様々な生物が誕生したというあらゆる進化理論を指す）。ウェルズの意見は生物の進化に関する科学的総意と一致していない。
ウェルズは著書『進化のイコン』で、進化が証拠と反しており、公立学校の科学授業で教えることに反対すると主張している。彼の本はもとの文章を誤って引用し、歪めて伝えており、問題のある三段論法を基盤にしていると書評された。

## 経歴
ウェルズ自身によれば、プリンストン大学で地質学を専攻していたが中途退学し、ニューヨークでタクシーの運転手として働いた後に陸軍に徴募され、1964年から1966年まで陸軍で働いた。カリフォルニア大学バークレー校に入った後に再び徴兵されたが、その頃にはベトナム戦争に反対しており兵役拒否からレブンウォース軍刑務所に18ヶ月間投獄されている。
1974年に文鮮明の統一教会に入信。彼は統一神学校で宗教教育を受け1978年に修士を取得し、更に統一教会の財政的支援でイェール大学に入り1986年に博士号を取得。この間にもウェルズは統一教会の神学について様々な執筆活動を行い、統一神学校で教壇に立った。ウェルズは特に結婚について著作が多く、「統一教会結婚の専門家」と呼ばれていた。1997年に辞任するまで統一神学校の評議委員を務めていた
。1994年にカリフォルニア大学バークレー校から分子生物学と細胞生物学の博士号を取得した。その後、バークレー校でポスドク研究者としてダーウィニズムに批判的な記事を書いたと自身を描写している。
その後インテリジェント・デザイン説の提唱者だったフィリップ・E・ジョンソン（バークレー校名誉教授で法学者）のディスカバリー研究所に移籍し、現在は同研究所「科学文化センタープログラムアドバイザーで「国際複雑性・情報・デザイン学会」フェロー。
82歳の誕生日である2024年9月19日に死去。

## 進化論への反対
統一神学校在籍中（1976-1978）にウェルズはこう述べた。「お父様─文鮮明─が統一神学校でするように勧めたことの一つは、生命に関する神の計画を探すために祈ることだ」。彼はその後計画を詳しく述べた：「ダーウィン主義的進化に対して統一神学を守り明示すること」。
ウェルズはイェール大学で博士課程の学生として宗教を学んだときに（学費は統一教会から支払われた）、「キリスト教の教義とダーウィン的進化の衝突の原因」に注視し、ダーウィンの論争の中でキリスト教神学全体をくるむと述べた。彼は「私は（驚いたことに）大部分の[19世紀の]神学者がすでに地質学的証拠を受け入れ、創世記の記述が長い年代を示していると解釈し直したときから、聖書の年代記が19世紀の論争で何の役割も果たしていなかったことを知った。その代わりに議論の中心はデザイン[生物の持つ複雑さ]であった。」
ウェルズは『進化のイコン』では生物学を学んでいるときに進化学に疑念を抱き始めたと述べている。しかしダーウィニズムに反対する方法を学ぶことがバークレーで二つ目の博士号を取得する動機であったとそれ以前に告白していた。
このようなウェルズの声明は、科学界からは妥当な科学的客観性の欠落と、進化を支持する証拠の無視や歪曲による進化学説への偏見、そして彼の宗教的信念に合致するID説の支持の根拠と見なされている。生態学と進化学の教授マッシモ・ピグリウッチは、ウェルズと討論し、討論の間にウェルズが「はっきりと嘘をつき」彼の目的と科学を歪めて伝えたと述べた。さらにピグリウッチは、ウェルズが攻撃を試みているいくつかの理論をさっぱり理解していないと書いた  。
様々な批判と批判家に対してディスカバリー研究所は「ジョナサン・ウェルズの真実」と題したプレスリリースを発表し、ウェルズの「本物の科学者」としての資質を弁護した。また『進化のイコン』の不正確な引用への告発に対して、「ダーウィニズムはウェルズの宗教を攻撃した」と反論した。ウェルズは多数の記事を書き、進化学を攻撃し、ID説を擁護している。
彼は2002年のナチュラルヒストリー・マガジン誌のID擁護派と進化の支持者による議論の原因の一つであった。ウェルズはディスカバリー研究所の「Scientific Dissent From Darwinism」（進化に疑いをかけることでIDを推進するID運動の嘆願書）の署名者の一人である。

### 『進化のイコン』
ウェルズは2002年の著書『進化のイコン』で有名である（邦訳は2007年）。そこで彼は進化を支持するとして広く受け入れられている10の例を挙げて、根拠がないと主張した。この本は多くの批判を受け、科学界から拒否された
 。この問題に精通している科学者から多くのレビューを受けた。レビューはこの本が政治的な動機によって書かれ、わずかな問題を非常に大きく誇張し、歪めて伝えているという点で一致した。引用された研究者はウェルズが故意に彼らを誤って引用し、読者を誤解させたと非難した。生物学者のジェリー・コインは『進化のイコン』を評して「ジョナサン・ウェルズの本は完全に欠陥のある三段論法に基づく。......教科書は進化を例で説明する。その例は時々誤っているか紛らわしい方法で提示される。つまり進化は虚構である」と述べている。

### カンザス州公聴会
2005年にウェルズはカンザス州で行われた進化に関する公聴会に出席した。それは主な科学者からはボイコットされた。そこでウェルズは次のように述べた「私はダーウィン説が証拠に反するので間違っていると確信していた」。地球の年齢について質問されたときに、こう答えた「地球は45億歳か、そのくらいだと思う......しかし私が証拠を見ていないことは事実だ。私は提示される証拠をますます疑うようになった。そのために、私は地球は45億歳だと言うことになったが、とにかく証拠は見ていない」
公聴会の前、2000年12月にカンザス州教育委員会は高校生の生物のカリキュラムを変更し、生徒が進化論を疑うことを推奨するような教材を取り入れた。プラットトリビューン紙はウェルズのオオシモフリエダシャクに関する記事に疑問を呈し、自分の発言が誤って引用されたと述べるジェリー・コインの手紙を掲載した  。

## 『The Politically Incorrect Guide to Darwinism and Intelligent Design』
2006年に二冊目の有名な本、『ダーウィニズムとインテリジェント・デザインの政治的に誤ったガイド』を出版した。これは保守的な著作を扱う出版社レグナリー・パブリッシングの一連のシリーズの一部である。これは『科学の政治的に誤ったガイド』の著者であるトム・ベサルによって賞賛された。しかし「パンダの親指（反創造論の科学者によるウェブサイト）」のリード・カートライト博士によって「政治的に誤っているだけではなくて、他のどんな方向にも誤っている：科学的、論理的、歴史的、法的、学問的、そして道徳的にも」と指摘された。カートライトはまた章ごとに誤りを指摘している

## 『Ten questions to ask your biology teacher about evolution』
ウェルズはディスカバリー・インスティチュートが高校生向けに出版した『あなたの生物教師への進化に関する10の質問』の著者である。アメリカ国立科学教育センターはその回答のリストを公表している 。

## エイズ否定論
1991年にウェルズは「インテリジェント・デザインの父」フィリップ・E・ジョンソンと共に「HIVがAIDSと呼ばれる感染症の原因」という「仮説の既知の証拠の再評価」を要求する嘆願書に署名した。ウェルズ、ジョンソンと他の署名者はHIVがAIDSの原因であるという科学界のコンセンサスに反対したことで批判された。ワシントン大学ロー・クオータリー誌の評論家マシュー・J・ブラウアー、バーバラ・フォレスト、スティーブン・G・ゲイはウェルズ、ジョンソンと他の否定論者がいかなる科学的証拠も無しにHIV/AIDSの否定キャンペーンを進めていると非難した
。

## 著作

### 査読付き論文
- Wells J (1985). “Inertial force as a possible factor in mitosis”. Biosystems 17 (4):  301–15. doi:10.1016/0303-2647(85)90046-2. PMID 3902112.
- Larabell CA, Rowning BA, Wells, J, Wu M, Gerhart JC (1996). “Confocal microscopy analysis of living Xenopus eggs and the mechanism of cortical rotation”. Development 122 (4):  1281–9. PMID 8620855.
- Rowning BA, Wells J, Wu M, Gerhart JC, Moon RT, Larabell CA (February 1997). “Microtubule-mediated transport of organelles and localization of beta-catenin to the future dorsal side of Xenopus eggs”. Proc. Natl. Acad. Sci. U.S.A. 94 (4):  1224–9. PMC 19772. PMID 9037034 2008年7月16日閲覧。.

### 書籍
- Jonathan Wells. Charles Hodge's Critique of Darwinism: An Historical-Critical Analysis of Concepts Basic to the 19th Century Debate. (Edwin Mellen Press, April 1988.) ISBN 0889466718
- Jonathan Wells and William A. Dembski  How to be an Intellectually Fulfilled Atheist (Or Not). (Intercollegiate Studies Institute, October 28, 2008) ISBN 1933859849
- Jonathan Wells, Icons of Evolution. (Regnery Publishing, 2000) ISBN 0-89526-276-2

『進化のイコン』渡辺久義監訳 創造デザイン学会訳 ISBN 978-4-87795-117-7
- Jonathan Wells, The Politically Incorrect Guide to Darwinism and Intelligent Design. (Regnery Publishing, 2006) ISBN 1-59698-013-3
- Jonathan Wells and William A. Dembski. The Design of Life]'. (Foundation for Thought and Ethics, 2007) ISBN 0980021308